# Lednik Vstrechnyj
Lednik Vstrechnyj (englische Transkription von russisch Ледник Встречный Lednik Wstretschny, deutsch ‚Begegnungsgletscher‘) ist ein Gletscher im Süden der antarktischen Berkner-Insel. Er fließt in südlicher Richtung in das Filchner-Ronne-Schelfeis.
Russische Wissenschaftler benannten ihn.